# Kašperské Hory
Kašperské Hory é uma cidade checa localizada na região de Plzeň, distrito de Klatovy.